# Central de Autobuses de Primera Clase de Puerto Escondido
La Central de Autobuses de Primera Clase de Puerto Escondido, más conocida como Terminal ADO Puerto Escondido, es una de las terminales más importante cuenta con los servicios de primera clase, del tipo de ejecutivo, de lujo, y de económico de donde pertenece Grupo ADO es una ciudad importante del puerto de México.

## Ubicación
Se encuentra localizada esta en la Carretera federal 200 Acapulco – Salina Cruz o si lo prefiere Avenida Costera esquina con la calle Oaxaca.

## Especificaciones de la terminal
- Número de andenes:6
- Espacios de aparcamiento de autobuses:
- Superficie total de la terminal:
- Servicio de Estacionamiento: Superficial
- Número de taquillas:
- Número de locales comerciales:
- Salas de espera:1

## Destinos
| Línea de Autobuses          | Destinos |
| --------------------------- | --- |
| Ómnibus Cristobal Colon OCC | Arriaga, Cintalapa, Ciudad de México Norte, Ciudad de México Sur (Taxqueña), Ciudad de México Oriente (TAPO), Huatulco, Huixtla, Ixtaltepec, Ixtepec, Jalapa de Marques, Oaxaca, Pochutla, Puebla CAPU, Salina Cruz, San Cristóbal de las Casas, Tapachula, Tehuantepec, Tonala, Tuxtla Gutiérrez, |
| ADO                         | Acayucan, Huatulco, Juchitán Salina Cruz, Tehuantepec, Veracruz CAVE,. |
| Autobuses Unidos AU         | , Huatulco, Juchitán de Zaragoza, Matias Romero, Pochutla, Salina Cruz, Tehuantepec, Tuxtepec, Veracruz CAVE, Xalapa. |
| Autobuses SUR               | Huatulco, Juchitán de Zaragoza, Pochutla, Salina Cruz, Tehuantepec. |

## Transporte público de pasajeros
- Servicios de taxi